# Supercard (tarjeta)
Supercard fue un proyecto del gobierno de Cristina Fernández de Kirchner para la emisión de una tarjeta de débito que cobre menores porcentajes de comisión (un 1% o menos) que las actuales privadas (un 3%). Según el secretario de comercio interior, Guillermo Moreno, las entidades privadas tienen hasta el martes 26 de marzo de 2013 para ofrecer una rebaja satisfactoria; de lo contrario, él daría su visto bueno al proyecto.
En 2014, un año después de su lanzamiento la tarjeta dejó de funcionar.